# Upton (Kumbria)
Upton – przysiółek w Anglii, w Kumbrii. Leży 48 km na południowy zachód od miasta Carlisle i 417 km na północny zachód od Londynu.